# Darin Cooper
Darin Lynn Cooper (* 15. April 1966 in Oakley, Kansas) ist ein US-amerikanischer Schauspieler und Synchronsprecher.

## Leben
Cooper wurde am 15. April 1966 in Oakley geboren. Von 1984 bis 1987 studierte er Grafikdesign an der Fort Hays State University, dass er mit einem Bachelor of Fine Arts abschloss. Er studierte anschließend bis 1989 auf der Kansas State University Grafikdesign und Marketing und schloss sein Studium mit dem Bachelor of Fine Arts ab. Er erhielt vier Jahre Schauspielunterricht von Larry Moss und eine Ausbildung als Sprecher von Marjorie Taylor. Er ist seit dem 9. Januar 1999 verheiratet und ist Vater von zwei Kindern.
1994 gab Cooper im Film Famous sein Schauspieldebüt. Es folgten Rollen unter anderen in den Filmproduktionen Der Einzig wahre Coup und The Arrival – Die Ankunft. Er hatte Episodenrollen unter anderen in Star Trek: Deep Space Nine, Rache nach Plan, Diagnose: Mord und Ally McBeal. 2010 war er im Blockbuster The Social Network als ein Anwalt für das US-amerikanische Unternehmen Facebook zu sehen. Für das kalifornische Filmstudio The Asylum wirkte er ab 2010 in mehreren Filmproduktionen wie Mega Shark vs. Crocosaurus, Battle of Los Angeles, Flight 23 – Air Crash, Super Cyclone, Battledogs, Home Invasion – Dieses Haus gehört mir in kleineren und größeren Rollen mit. 2016 spielte er wiederkehrende Rollen in den Fernsehserien The Detour und Game of Silence und war in der Rolle des Sutton im Film Stürmische Ernte – In Dubious Battle zu sehen. 2019 spielte er im Blockbuster Le Mans 66 – Gegen jede Chance einen Reporter namens Sam.

## Filmografie (Auswahl)
- 1994: Famous
- 1996: Der Einzig wahre Coup (Livers Ain’t Cheap)
- 1996: The Arrival – Die Ankunft (The Arrival)
- 1996: The Devil You Know...
- 1997: The Setting Son
- 1997: Star Trek: Deep Space Nine (Fernsehserie, Episode 6x06)
- 1997–2000: JAG – Im Auftrag der Ehre (JAG, Fernsehserie, 3 Episoden, verschiedene Rollen)
- 1998: Rache nach Plan (Vengeance Unlimited, Fernsehserie, Episode 1x02)
- 1998: Diagnose: Mord (Diagnosis Murder, Fernsehserie, Episode 6x10)
- 1999: Ally McBeal (Fernsehserie, Episode 2x22)
- 1999: Birthday (Kurzfilm)
- 1999: On Common Ground (Fernsehserie, 2 Episoden)
- 2000: Prophet’s Game – Im Netz des Todes (The Prophet’s Game)
- 2000: Akte X – Die unheimlichen Fälle des FBI (The X-Files, Fernsehserie, Episode 7x22)
- 2000: Fast Food (Kurzfilm)
- 2001: Angel – Jäger der Finsternis (Angel, Fernsehserie, Episode 2x14)
- 2001: Providence (Fernsehserie, Episode 3x21)
- 2001: The Tick (Fernsehserie, Episode 1x02)
- 2001: Dawn of Our Nation (Fernsehfilm)
- 2002: Haunted (Fernsehserie, 2 Episoden, verschiedene Rollen)
- 2003: 24 (Fernsehserie, Episode 3x02)
- 2003–2004: Charmed – Zauberhafte Hexen (Charmed, Fernsehserie, 2 Episoden, verschiedene Rollen)
- 2004: Roomies
- 2004: Strong Medicine: Zwei Ärztinnen wie Feuer und Eis (Strong Medicine, Fernsehserie, Episode 5x17)
- 2005: Carnivàle (Fernsehserie, Episode 2x01)
- 2005: 1309 (Kurzfilm)
- 2006: Day of Reckoning (Kurzfilm)
- 2006: Without a Trace – Spurlos verschwunden (Without a Trace, Fernsehserie, Episode 5x04)
- 2007: Over the Wall (Kurzfilm)
- 2007: In Case of Emergency (Fernsehserie, Episode 1x10)
- 2007: Choose Connor
- 2008: Criminal Minds (Fernsehserie, Episode 4x02)
- 2009: Monk (Fernsehserie, Episode 7x13)
- 2009: Sugar Boxx
- 2009: Back to Holding (Kurzfilm)
- 2010: The Social Network
- 2010: Mega Shark vs. Crocosaurus
- 2011: Susan’s Remembrance
- 2011: Battle of Los Angeles
- 2011: The Reginald Lewis Story (Kurzfilm)
- 2012: The Temple
- 2012: Flight 23 – Air Crash (Air Collision)
- 2012: Adopting Terror (Fernsehfilm)
- 2012: Spielkameraden (Playdate, Fernsehfilm)
- 2012: Super Cyclone
- 2012: Hold Your Breath
- 2012: Layover (Fernsehfilm)
- 2013: The Silicon Assassin Project (Fernsehserie, 1 Episode)
- 2013: Battledogs
- 2013: Iron Man 3
- 2013: Home Invasion – Dieses Haus gehört mir (Foreclosed)
- 2013: The Truth (Kurzfilm)
- 2013: Boomerang (Fernsehfilm)
- 2014: Tentacle 8
- 2014: Drop Dead Diva (Fernsehserie, Episode 6x03)
- 2014: Asteroid vs Earth (Fernsehfilm)
- 2014: Gone Girl – Das perfekte Opfer (Gone Girl)
- 2015: Depth of a Dark Side (Kurzfilm)
- 2015: Gefährliche Leidenschaft – Wuthering High (Wuthering High, Fernsehfilm)
- 2015: Navy CIS (NCIS, Fernsehserie, Episode 13x02)
- 2015: She and I
- 2015: The Walking Dead (Fernsehserie, Episode 6x06)
- 2016: The Detour (Fernsehserie, 5 Episoden)
- 2016: Game of Silence (Fernsehserie, 2 Episoden)
- 2016: Black Tar Road
- 2016: Vice Principals (Fernsehserie, Episode 1x04)
- 2016: Stürmische Ernte – In Dubious Battle (In Dubious Battle)
- 2016: The Call Room (Fernsehserie)
- 2016: Die Jones – Spione von nebenan (Keeping Up with the Joneses)
- 2017: Rebel (Fernsehserie, Episode 1x02)
- 2017: Animal Kingdom (Fernsehserie, 2 Episoden)
- 2017: Shooter (Fernsehserie, Episode 2x06)
- 2017: MacGyver (Fernsehserie, Episode 2x03)
- 2018: Lizzie
- 2018: Behind the Movement (Fernsehfilm)
- 2018: Who? (Kurzfilm)
- 2018: Shangri-La: Near Extinction
- 2018: Atlanta Medical (The Resident, Fernsehserie, Episode 2x05)
- 2018: Dick Dickster
- 2019: The Hacks
- 2019: Le Mans 66 – Gegen jede Chance (Ford v Ferrari)
- 2019: Unbelievable (Miniserie, Episode 1x05)
- 2019: For All Mankind (Fernsehserie, Episode 1x04)
- 2019: Hold On
- 2020: Proximity
- 2021: Bliss
- 2021: Breakfast (Kurzfilm)
- 2022: Monstrous
- 2022–2023: Snowfall (Fernsehserie, 3 Episoden)
- 2023: Nisei (Kurzfilm)
- 2024: RZR (Fernsehserie, Episode 1x03)
- 2024: Them (Fernsehserie, 2 Episoden)
- 2024: Bad Advice (Fernsehserie, Episode 1x06)
- 2024: Fireline (Kurzfilm)
- 2024: Clipped (Miniserie, 2 Episoden)

## Synchronisationen (Auswahl)
- 2005: NBA '06 (Computerspiel)
- 2008: Big and Loud on a Construction Site (Erzähler)
- 2008: Big and Loud on a Farm (Erzähler)
- 2011: Memory
- 2020: Dream Corp LLC (Fernsehserie, Episode 3x01)
- 2021: Edith! (Podcastserie, 4 Episoden)